# Dammen (Grangärde socken, Dalarna)
Dammen var en damm norr om Bringsjöberg i Ludvika kommun i Dalarna och ingår i Norrströms huvudavrinningsområde.